# حرف باترسوني
حذف
الحُرْف الباترسوني نوع نباتي يتبع جنس الحُرْف من الفصيلة .